# Euplexaura attenuata
Euplexaura attenuata is een zachte koraalsoort uit de familie Plexauridae. De koraalsoort komt uit het geslacht Euplexaura. Euplexaura attenuata werd in 1910 voor het eerst wetenschappelijk beschreven door Nutting. 